# Daniel J. Solove

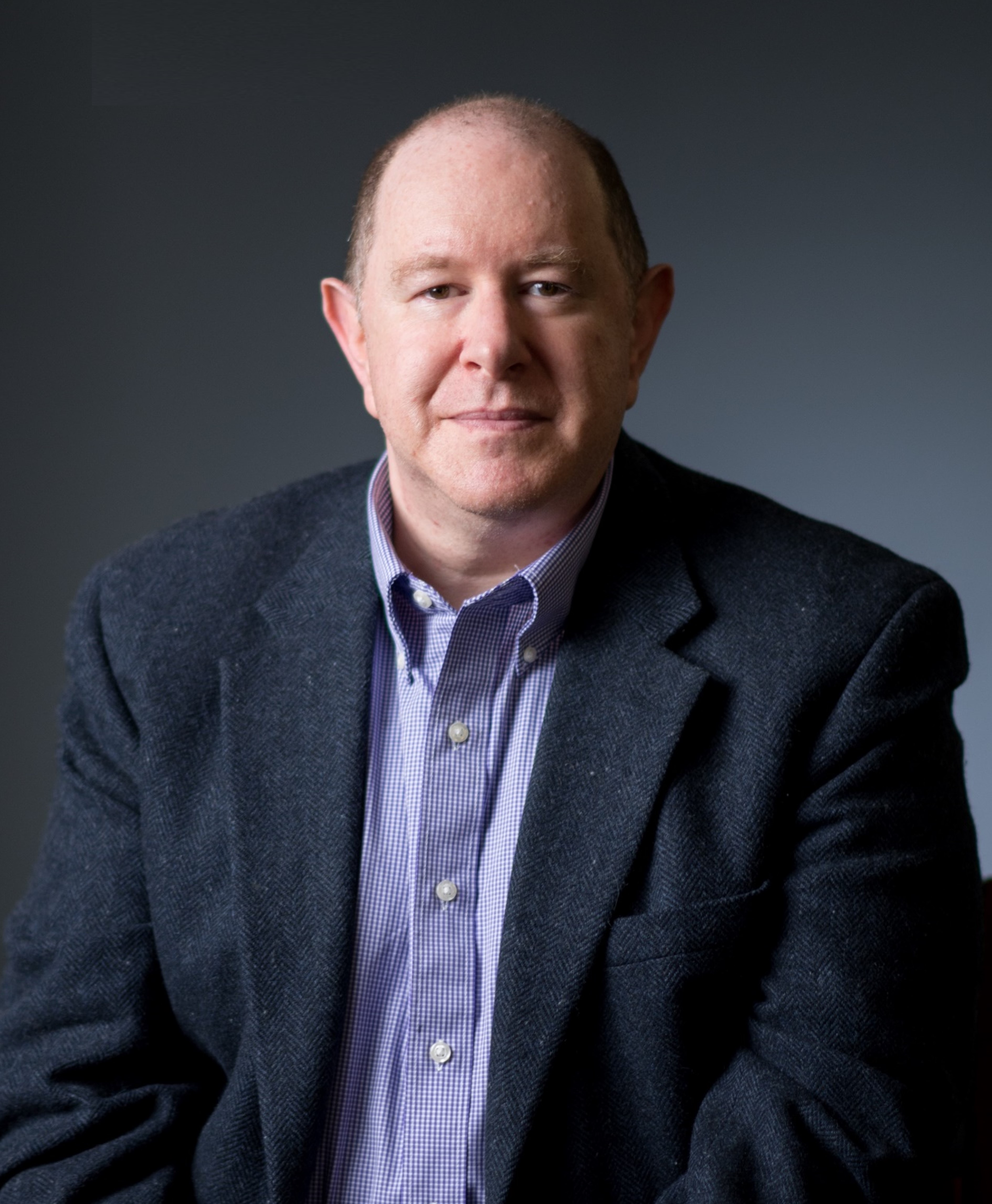
Daniel J. Solove

Daniel J. Solove (nascido em 1972) é professor de direito da George Washington University Law School. Solove é conhecido pelo seu trabalho académico sobre privacidade e por livros populares sobre como a privacidade se relaciona com a tecnologia da informação.
Escreveu três livros sobre privacidade que foram publicados de 2004 a 2008 Entre outros trabalhos, ele escreveu O futuro da reputação: fofoca, boato e privacidade na Internet e A pessoa digital: tecnologia e privacidade na era da informação (ISBN 0-814-79846-2).  Solove tem sido citado por vários jornais e publicações entre eles, The New York Times, The Washington Post, The Wall Street Journal, USA Today, Chicago Tribune, a Associated Press, ABC, CBS, NBC, CNN, e NPR. Ele também é membro do comitê organizador da Privacy and Security Academy e do Privacy Law Salon.
Em 2011, Tony Doyle escreveu no The Journal of Value Inquiry que Solove "se estabeleceu como um dos principais teóricos da privacidade escrevendo em inglês atualmente".
O Professor Daniel J. Solove afirmou que “por cada violação de dados informada conhecida, provavelmente existem muitas violações de dados não declaradas conhecidas. Depois, há ainda as violações de dados não relatadas e desconhecidas, que provavelmente são um número impressionante”.

## Publicações Selecionadas
Livros:
- A pessoa digital: tecnologia e privacidade na era da informação (2004)
- Privacidade, Informação e Tecnologia, 2ª Edição (2006)
- O futuro da reputação: fofoca, boato e privacidade na Internet (2007)
- Compreendendo a privacidade (2008)
- Nada a esconder: a falsa troca entre privacidade e segurança (2011)

Livros didáticos:
- Daniel Solove, Paul M. Schwartz (2009) Privacidade, Informação e Tecnologia, Segunda Edição
- Daniel Solove, Paul M. Schwartz (2009) Privacidade e a mídia, primeira edição
- Daniel Solove, Paul M. Schwartz (2009) Lei de privacidade da informação, terceira edição
- Daniel Solove, Paul M. Schwartz (2011) Princípios básicos da lei de privacidade

Artigos:
- "A Taxonomia da Privacidade." (Arquivo) University of Pennsylvania Law Review. Janeiro 2006. Volume 154, Edição 3. p. 477-560.
- "''Não tenho nada a esconder' e outros mal-entendidos sobre privacidade." (Archive) George Washington University School of Law. 2007.